# Føynland

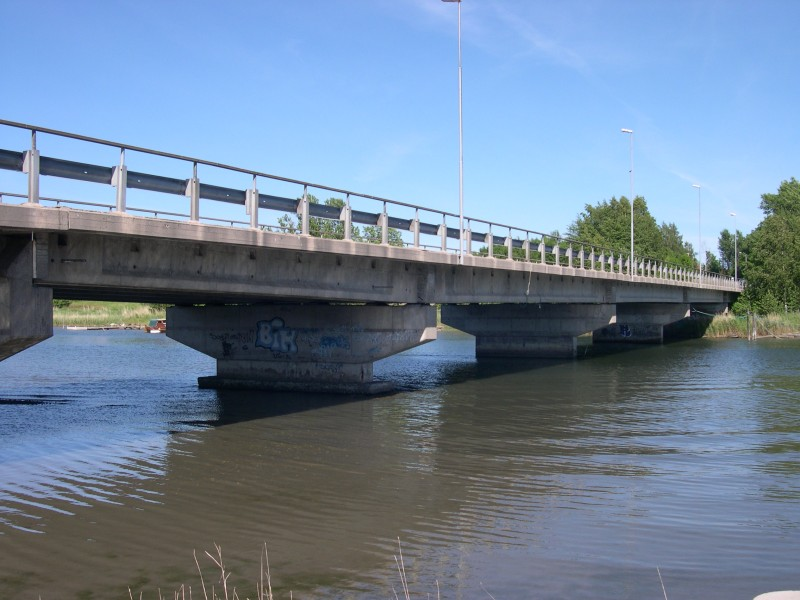
Føynlandsbron

Føynland är en ö i Færders kommun i Vestfold fylke i Norge.
Det bor cirka 1500 personer på ön.